# Frederik Jensen
Jesper Frederik Marius Jensen, född 25 juni 1863 i Nyborg, död 14 februari 1934 i Köpenhamn, var en dansk skådespelare.
Jenens var 1892-1926 Nørrebro Teaterns ytterst populäre centralfiugur och 1911-26 teaterns meddirektör. Han var främst en folklig karaktärsskådespelare, främst framträdande i sina komiska roller. Från 1926 ägnade han sig främst åt gästspel.

## Filmografi (urval)
- 1910 – København ved Nat
- 1933 – Hemslavinnor